# Chesnois-Auboncourt
Chesnois-Auboncourt é uma comuna francesa na região administrativa de Grande Leste, no departamento Ardenas. Estende-se por uma área de 4,78 km². Em 2010 a comuna tinha 164 habitantes (densidade: 34,3 hab./km²).